# Monika Fikus
Monika Angelika Fikus (* 1957 in Berlin) ist eine deutsche Sportwissenschaftlerin und Hochschullehrerin.

## Leben

### Ausbildung
Fikus studierte bis 1988 Sportwissenschaft, Politikwissenschaft, Psychologie, Soziologie, Pädagogik und Physik an der TU Braunschweig. 1988 wurde sie dort mit der Dissertation Visuelle Wahrnehmung und Bewegungskoordination. Eine empirische Arbeit aus dem Volleyball promoviert. An der Fakultät für Pädagogik der Universität der Bundeswehr München legte sie 1994 ihre Habilitationsschrift zum Thema Bewegungsautomatisierung als Bildung von Handlungseinheiten vor.

### Berufliche Karriere
Nach ihrer Promotion lehrte Fikus als Gastdozentin in Thailand, Mexiko und Bolivien und war zunächst als wissenschaftliche Mitarbeiterin am Institut für Sportwissenschaft und Bewegungspädagogik der TU Braunschweig tätig. In gleicher Funktion arbeitete sie in der Folge zwischen Dezember 1985 und März 1995 an der Fakultät für Sport- und Gesundheitswissenschaften der Universität der Bundeswehr München sowie zusätzlich am Institut für Pädagogische Psychologie der TU München. Anschließend übernahm sie am Institut für Sportwissenschaft der Universität Bremen den Lehrstuhl für Bewegungs- und Trainingswissenschaft. Diesen hatte sie bis 2016 inne. Im Juli 2016 folgte sie einem Ruf an die Freie Universität Bozen und wurde an der dortigen Fakultät für Bildungswissenschaft Professorin für Bewegungspädagogik.

## Forschung
Die Schwerpunkte von Fikus’ sportwissenschaftlicher Arbeit umfassen die Themenbereiche Bewegung im Kindesalter, Dehngymnastik, Lernen von Bewegung, motorische Entwicklung und motorische Förderung von blinden und sehgeschädigten Kindern sowie Psychomotorik. Sie forscht außerdem zum Zusammenhang von Raum, Wahrnehmung und Bewegung (Bewegungs- und Wahrnehmungsförderung), zur Konzeptionen menschlicher Bewegung und zur Bedeutung von Bewegung in pädagogischen und soziokulturellen Kontexten. Darüber hinaus beschäftigt sie sich mit dem Themenfeld Bewegung und Ästhetik sowie mit der Beziehung von Natur und Bewegungs- und Spielräumen (naturnahe Spielräume, Inklusion, Fahrradmobilität, Mehrgenerationenspielplätze) in städtischen Verdichtungszonen.
Von 1997 bis 2001 gehörte Fikus dem Vorstand der Deutschen Vereinigung für Sportwissenschaft an.

## Publikationen (Auswahl)
- Monika Fikus: Visuelle Wahrnehmung und Bewegungskoordination. Eine empirische Arbeit aus dem Volleyball. In der Reihe: „Beiträge zur Sportwissenschaft“, Band 11. Verlag Harri Deutsch, Frankfurt am Main, 1989, ISBN 978-3-817-11111-4.
- Monika Fikus; Lutz Müller (Hrsg.): Sich-Bewegen – Wie Neues entsteht. Emergenztheorien und Bewegungslernen. In der Reihe: „Sportwissenschaft und Sportpraxis“, Band 116. Feldhaus Verlag, Hamburg, 1998, ISBN 978-3-880-20329-7.
- Monika Fikus; Volker Schürmann (Hrsg.): Die Sprache der Bewegung. Sportwissenschaft als Kulturwissenschaft. In der Reihe: „KörperKulturen“. Transcript Verlag, Bielefeld, 2004, ISBN 978-3-8394-0261-0.